# Cryptocarya invasiorum
Cryptocarya invasiorum är en lagerväxtart som beskrevs av André Joseph Guillaume Henri Kostermans. Cryptocarya invasiorum ingår i släktet Cryptocarya och familjen lagerväxter. Inga underarter finns listade i Catalogue of Life.